# Amtsvogtei Hermannsburg
Die Amtsvogtei Hermannsburg war ein historischer Gerichts- und Verwaltungsbezirk des Fürstentums Lüneburg bzw. des Königreichs Hannover.

## Geschichte
Hermannsburg war seit dem 15. Jahrhundert Zentrum eines Gerichtsbezirks für die Kirchspiele Hermannsburg und Müden (Örtze), dessen Gogrefen bis 1772 unter der Aufsicht der Celler Großvögte standen. Seit dem 16. Jahrhundert sind Amtsvögte nachweisbar. Wegen der geringen Bedeutung wurde die Verwaltung der Amtsvogtei 1795 zunächst provisorisch dem benachbarten Amtsvogt in Bergen mit übertragen. Nach einem Brand des Amtsgebäudes in Hermannsburg wurde diese Regelung 1802 definitiv. Bemühungen der Hermannsburger Einwohner, wieder einen eigenen Amtsvogt zu erhalten, blieben vergebens. Im Zuge der Verwaltungs- und Justizreform von 1852 wurden die beiden Amtsvogteien zum Amt Bergen zusammengeschlossen.

## Umfang
Bei ihrer Aufhebung (1852) umfasste die Amtsvogtei folgende Gemeinden:
| - Baven - Beckedorf - Bonstorf | - Hermannsburg - Müden (Örtze) - Oldendorf | - Siedenholz - Weesen |

- Karte mit allen verlinkten Seiten:
- OSM |
- WikiMap

## Amtsvögte
- 1754–1772: Martin August Stock (1712–1790)